# Figurine a colonna siriane dell'Eufrate
Le figurine a colonna siriane dell'Eufrate (dall'inglese "Euphrates Syrian Pillar Figurines", EU_SPF) sono statuine antropomorfe di argilla cotta risalenti al periodo della tarda età del ferro (metà VIII - VII secolo a.C.) e prodotte nella regione del Medio Eufrate. Queste figurine fanno parte di una maggiore produzione coroplastica composta principalmente da esemplari di cavalli e cavalieri, ovvero i cavalli e cavalieri siriani fatti a mano dell'Eufrate (dall'inglese "Euphrates Handmade Syrian Horses and Riders",  EU_HSHR's).

## Altre denominazioni in letteratura
L'attuale nomenclatura adottata per questa classe di figurine è stata recentemente proposta in una ricerca di dottorato. Il loro nome attuale richiama sia la loro origine geografica sia la forma dei loro corpi, che sono cavi, tubolari e talvolta scanalati alla base. Tuttavia, si può trovare la loro comparsa in letteratura scientifica con altri termini:
- Baked Clay Handmade Freestanding Figurines or Syrian Terracottas – Free-standing handmodelled;[2]
- Nordyrische Pfeilerfigurinen (NPF);[3]
- Standing or Pillar figurines.[4]

## Caratteristiche tecniche

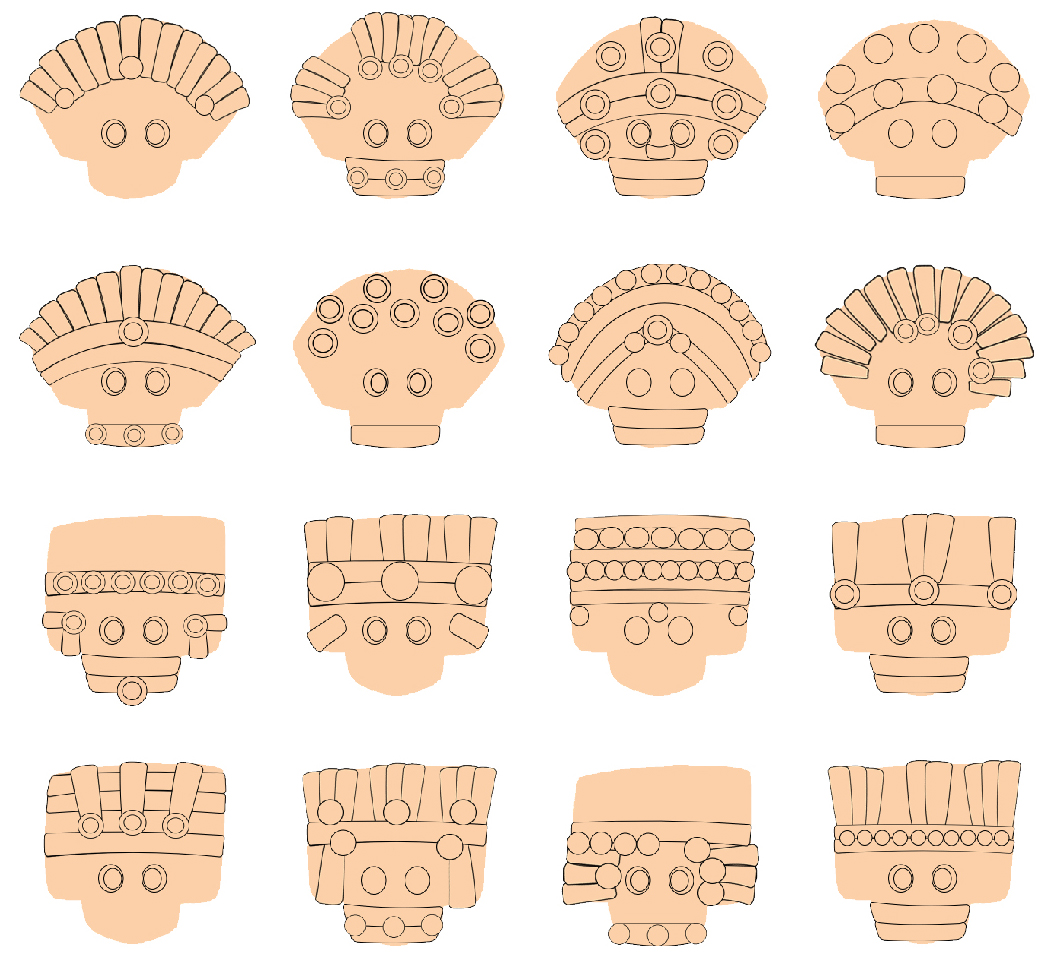
Decorazioni dei copricapi delle EU SPF's. Grafica B.Bolognani

### Modellazione
Queste figurine in argilla sono completamente realizzate a mano e sono autoportanti, infatti il nome EU SPF's deriva dai loro tipici corpi tubolari. La forma del corpo è concava alla base per consentire loro di stare in piedi, i piedi possono essere resi attraverso un pezzo centrale sporgente di argilla, collocato al centro della parte frontale. Di solito la figurina veniva tenuta con una mano mentre l'altra era impegnata nella modellazione dei dettagli. Questa era la cosiddetta tecnica del "pupazzo di neve" (dall'inglese "snowman technique", che consentiva di lavorare le figurine in uno spazio tridimensionale. L'oggetto ha una forma a tutto tondo, prediligendo la parte inferiore del corpo della figurina come base di appoggio. A differenza delle figurine realizzate con stampi, queste figurine possono essere viste da tutti i lati, sebbene la parte anteriore sia la vista preferita. Questa caratteristica può essere apprezzata osservando alcuni copricapi, essendo dettagliati nella parte anteriore, mentre nella parte posteriore non è dato particolare interesse. Tra gli strumenti di modellazione, oltre alle dita, va menzionato un bastoncino di legno appuntito per la caratterizzazione dei tratti anatomici, soprattutto delle dita, ma anche ornamenti particolari. Altri strumenti usati più raramente erano motivi floreali e pettini.

### Decorazioni e colori
Questa produzione è caratterizzata da abbondanti decorazioni applicate direttamente sul corpo della statuina tramite strisce e palline di argilla. Le decorazioni sono utilizzate per sottolineare le caratteristiche anatomiche, come gli occhi, e i motivi in tessuto degli abiti e vari oggetti decorativi, cioè acconciature e gioielli. I colori degli impasti dell'argilla sono abbastanza uniformi, fatto che suggerisce che tali oggetti subissero un buon processo di cottura. In superficie è stato sovente osservato un ingobbio biancastro, mentre non sono note figurine con tracce di pittura.

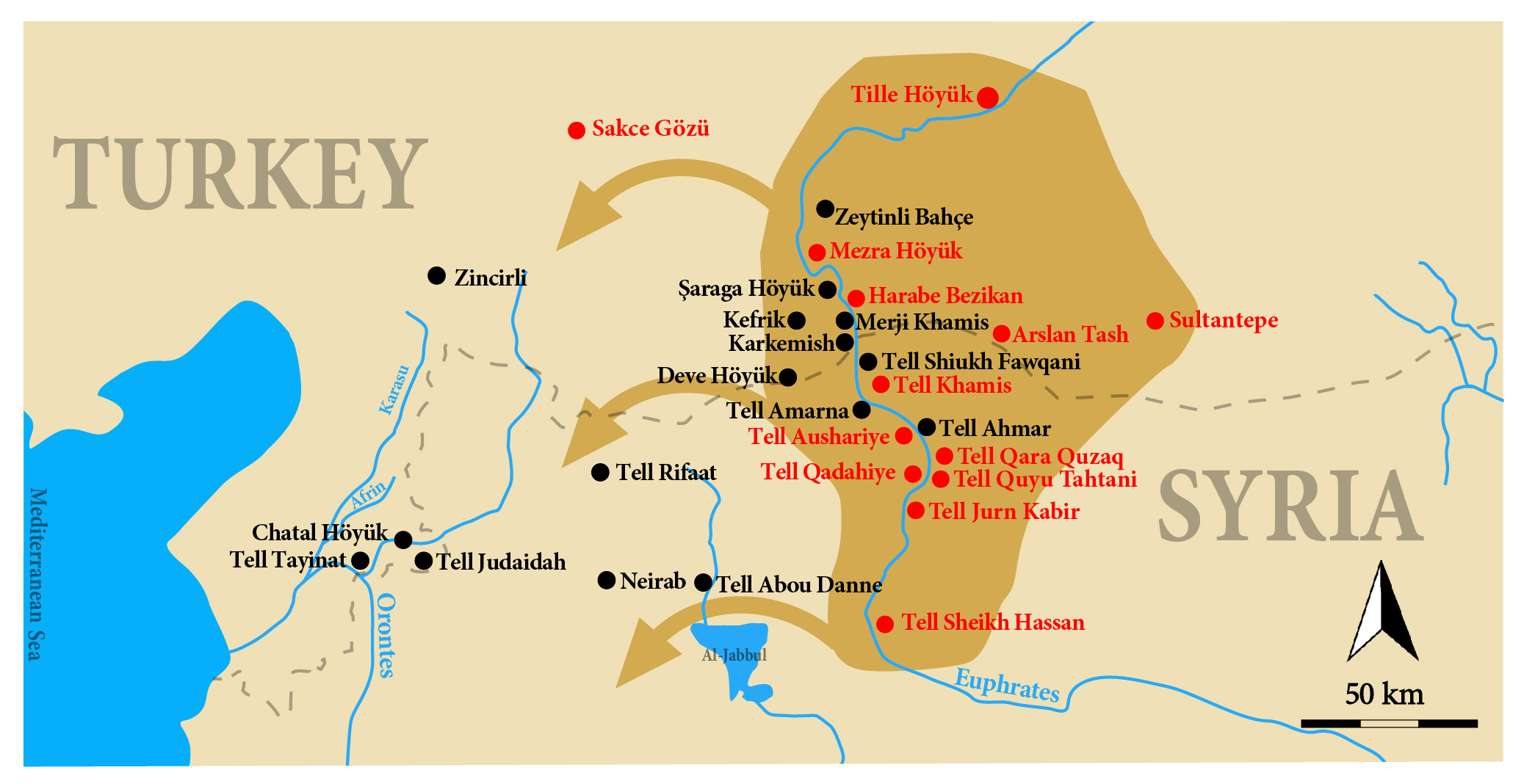
Siti con presenza sicura (nera) e provvisoria (rossa) di SPF e HSHR (nera) dal Medio Eufrate

## Diffusione geografica
Le figurine di EU_SPF's sono attestate solo a ovest dell'Eufrate e in particolare la fascia dell'Eufrate sembra essere il principale centro produttivo. Da quest'area sono stati raccolti diversi esemplari a Karkemish, Tell Ahmar, Tell Amarna, Deve Höyük, Tell Shiukh Fawqani, Saraga Höyük e Zeytinli Bahçe Höyük. Questa produzione è stata collegata solo a siti con una forte presenza neo-assira come risultato del controllo prolungato di alcuni centri di dimensioni urbane sull'Eufrate. Queste figurine invece non compaiono in altri siti della stessa zona dove l'invasione neo-assira causò un impoverimento socio-economico. Quindi figurine di questo tipo non appaiono nei siti di Tell Sheikh Hassan, Tell Qara Quzaq, Tell Qara Quyu Tahtani e Tell Khamis. Al di fuori del bacino di utenza dell'Eufrate, reperti sporadici sono sparsi verso ovest in siti come Zincirli Höyük, Tell Judaidah, Chatal Höyük, Tell Tayinat, Tell Abu Danne e probabilmente a Tell Rifaat e Neirab. 

## Cronologia
Secondo dati contestuali, queste figurine sono attestate in alcuni siti del Medio Eufrate durante la matura età del ferro. In contesti archeologici, tali manufatti di solito provengono da strati superiori risalenti al periodo neo-assiro (VII secolo a.C.), sebbene l'origine di questa produzione sia da identificare con la fine del periodo neo-siriano (metà / fine VIII secolo a.C.). Nel sito di Karkemish, infatti, la maggior parte delle figurine è stata rinvenuta in strati pertinenti alla fase cosiddetta di "Ferro III", mentre una parte minore apparteneva alla fase di "Ferro II". 

## Collezioni museali
| Museo                                       | Provenienza                                                    | Num. di figurine | Numeri di museo |
| ------------------------------------------- | -------------------------------------------------------------- | ---------------- | --- |
| British Museum, Londra                      | Karkemish, Yunus, vari cimiteri sul Medio Eufrate              | 20               | 104476, 105041, 105042, 105043, 105044, 105045, 105050, 105051, 105052, 105053, 105054, 105055, 105057, 105098, 108757, 116182, 116326, 138204, 138205, H80.21 |
| Ashmolean Museum di Oxford                  | Karkemish, Deve Höyük, Kefrik, vari cimiteri sul Medio Eufrate | 9                | AN1913.447, AN1913.634, AN1914.795, AN1914.796, AN1915.239.36, AN1935.29, AN1935.31, AN1947.341, AN49.47.328                                                   |
| Fitzwilliam Museum, Cambridge               | Deve Höyük                                                     | 1                | ANE.80.1913 |
| Museo del Vicino Oriente antico, Berlino    | Deve Höyük                                                     | 1                | VA 07080 |
| Museo delle Civiltà Anatoliche, Ankara      | Karkemish                                                      | 2                | 1568,201A, 1569,201A |
| Musei archeologici di Istanbul, Istanbul    | Karkemish                                                      | 2                | 5383, 5384 |
| Bible Lands Museum, Gerusalemme             | Siria settentrionale                                           | 2                | 0594, 0598 |
| Museo Marittimo Nazionale Israeliano, Haifa | Sconosciuta                                                    | 1                | 3825 |
| Israel Antiquities Authority, Beith Shemesh | Tel Zeror                                                      | 1                | IAA1966-354 |